# Кирил Гогов
Кирил Драгомиров Гогов е български художник, хералдик и графичен дизайнер. Член е на Съюза на българските художници от 1978 г. Почетен гражданин на Кюстендил от 2018 г.

## Биография
Роден е в Кюстендил на 29 февруари 1944 г. Завършва Художествената академия – София, специалност приложна графика, при проф. Александър Поплилов (1971).
Работи като художник в Центъра за промишлена естетика (1971 – 1974) и в издателство „Български писател“ (1974 – 1986).
Участва в редица общи и международни изложби. Изявява се в областта на приложната графика и книжното оформление. Автор е на пощенски марки, на гербовете на Бургас, Кюстендил, Плевен, Белоградчик, Сандански, Правец и с. Гюешево, Кюстендилско, на оригинални шрифтове, плакати и др.
В колектив с И. Пенев и Г. Велинов оформя декоративно-монументалната украса на Драматичния театър в Кюстендил (1979).
Кирил Гогов е един от авторите на герба на Република България. Автор е и на гербовете на Бургас, Кюстендил, Белоградчик, Сандански, Плевен, Правец и с. Гюешево, Кюстендилско.
- Проект за герб на град Раковски, 2000
- Герб на Бургас, 1994
- Герб на Кюстендил, 1976

Художник-дизайнер на държавните платежни парични средства, емисии (1996 – 2002).
Автор на националното лого за Европейска година на междукултурния диалог (2008) и на дизайна на Календар на Държавния културен институт за 2008 г. Автор на проекта за новата азбука на Европейския съюз – Кирилската. Автор е на цялостния дизайн на XXII международен конгрес по византийски изследвания, Националния събор „Копривщица 2010“, Българския зъболекарски съюз и Сдружението на българските родове от Македония.
Автор на логото на Зоологическата градина в София.
Професор в Катедра „Книга и печатна графика“ при Националната художествена академия.